# طويس ناري
الطويس الناري أو الأغليس الميلبرتي (الاسم العلمي: Aglais milberti) (بالإنجليزية: Fire-rim Tortoiseshell)‏ هو نوع من الحشرات يتبع جنس الطويس من فصيلة الحورائيات.